# هارون براون (لاعب كرة قدم أمريكية أمريكي)
هارون براون (بالإنجليزية: Aaron Brown)‏ هو لاعب كرة قدم أمريكية أمريكي، ولد في 13 يناير 1956 في وارن في الولايات المتحدة.

## وصلات خارجية
- هارون براون (لاعب كرة قدم أمريكية أمريكي) على موقع مرجع كرة القدم المحترفة.كوم (الإنجليزية)